# Scurtu-Slăvești
Scurtu-Slăvești – wieś w Rumunii, w okręgu Teleorman, w gminie Scurtu Mare. W 2011 roku liczyła 279 mieszkańców.